# Physcomitrium
Physcomitrium es un género de musgos pertenecienter a la familia Funariaceae.  Comprende 144 especies descritas y de estas, solo 92 aceptadas.

## Taxonomía
El género fue descrito por (Brid.) Brid. y publicado en Bryologia Universa 2: 815. 1827. La especie tipo es: P. sphaericum (Ludw.) Furnr.

## Algunas especies aceptadas
A continuación se brinda un listado de las especies del género Physcomitrium aceptadas hasta junio de 2015, ordenadas alfabéticamente. Para cada una se indica el nombre binomial seguido del autor, abreviado según las convenciones y usos.
- Physcomitrium acutifolium Broth.
- Physcomitrium arenicola Lazarenko
- Physcomitrium argentinicum Paris
- Physcomitrium aubertii Besch.
- Physcomitrium badium Broth.
- Physcomitrium bolanderi (Lesq.) Kindb.
- Physcomitrium bonplandii (Hook.) De Not.